# A Day in the Hayfields
A Day in the Hayfields è un cortometraggio muto del 1904 diretto da Cecil M. Hepworth (non confermato). Il film, che si può fedelmente tradurre come Una giornata tra i prati da fieno, documenta il lavoro della fienagione nelle campagne, dal taglio alla composizione dei covoni.

## Produzione
Il film fu prodotto dalla Hepworth.

## Distribuzione
Distribuito dalla Hepworth, il documentario - un cortometraggio della durata di quattro minuti  - presumibilmente uscì nelle sale cinematografiche britanniche nel 1904.